# Чернівецький дендропарк
Черніве́цький дендрологі́чний парк — дендрологічний парк загальнодержавного значення в Україні. Розташований у межах міста Чернівців, по вул. Коцюбинського, 2. 
Площа 5 га. Сучасний статус — з 1983 року. Перебуває у віданні ЧНУ ім. Ю. Федьковича. 
Більша частина дендропарку виконана у ландшафтному стилі. Поруч з екзотичними видами дерев тут є клени, дуби, липи, граби; зростають також плакучі верби, магнолія Суланжа, катальпа.

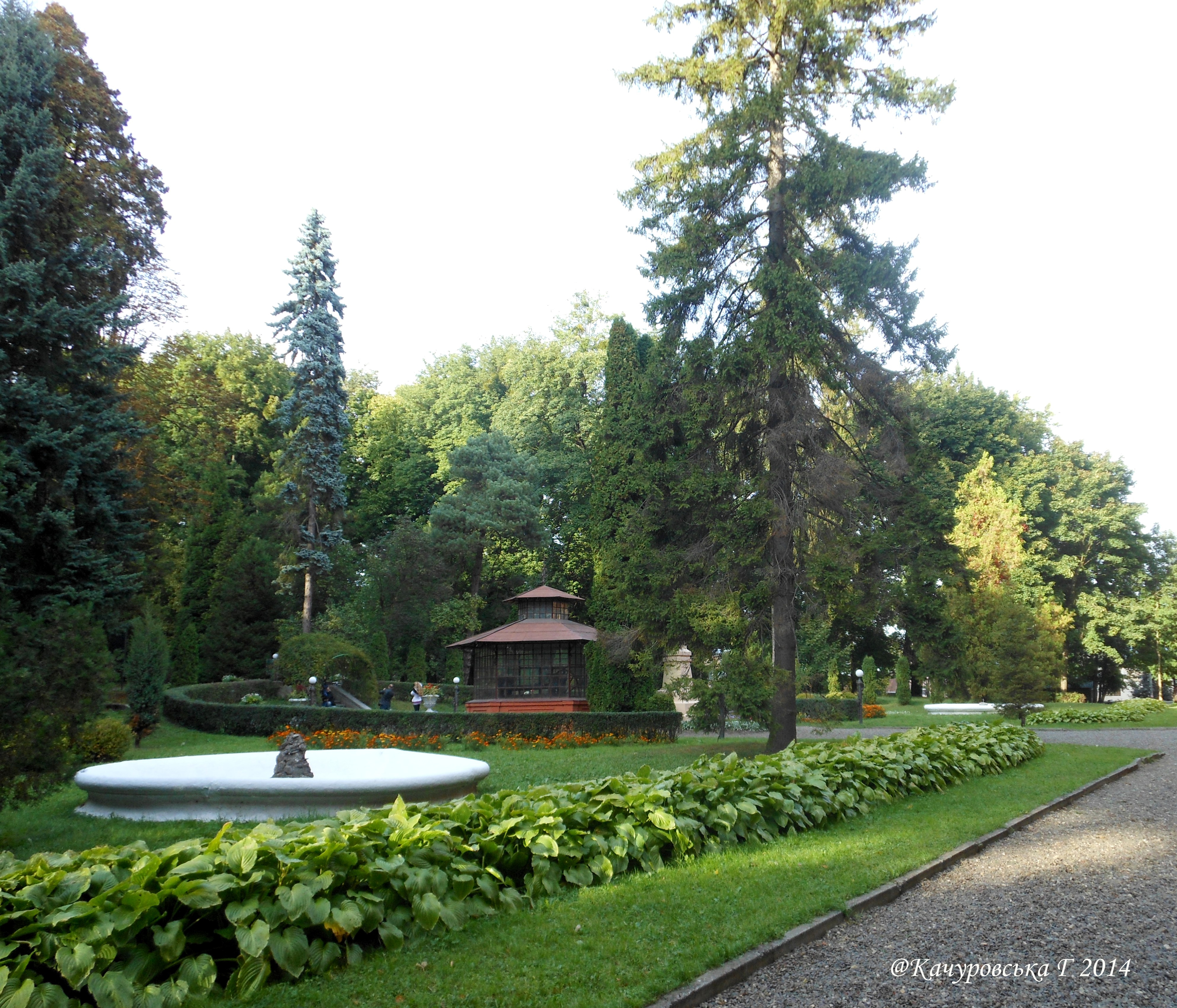
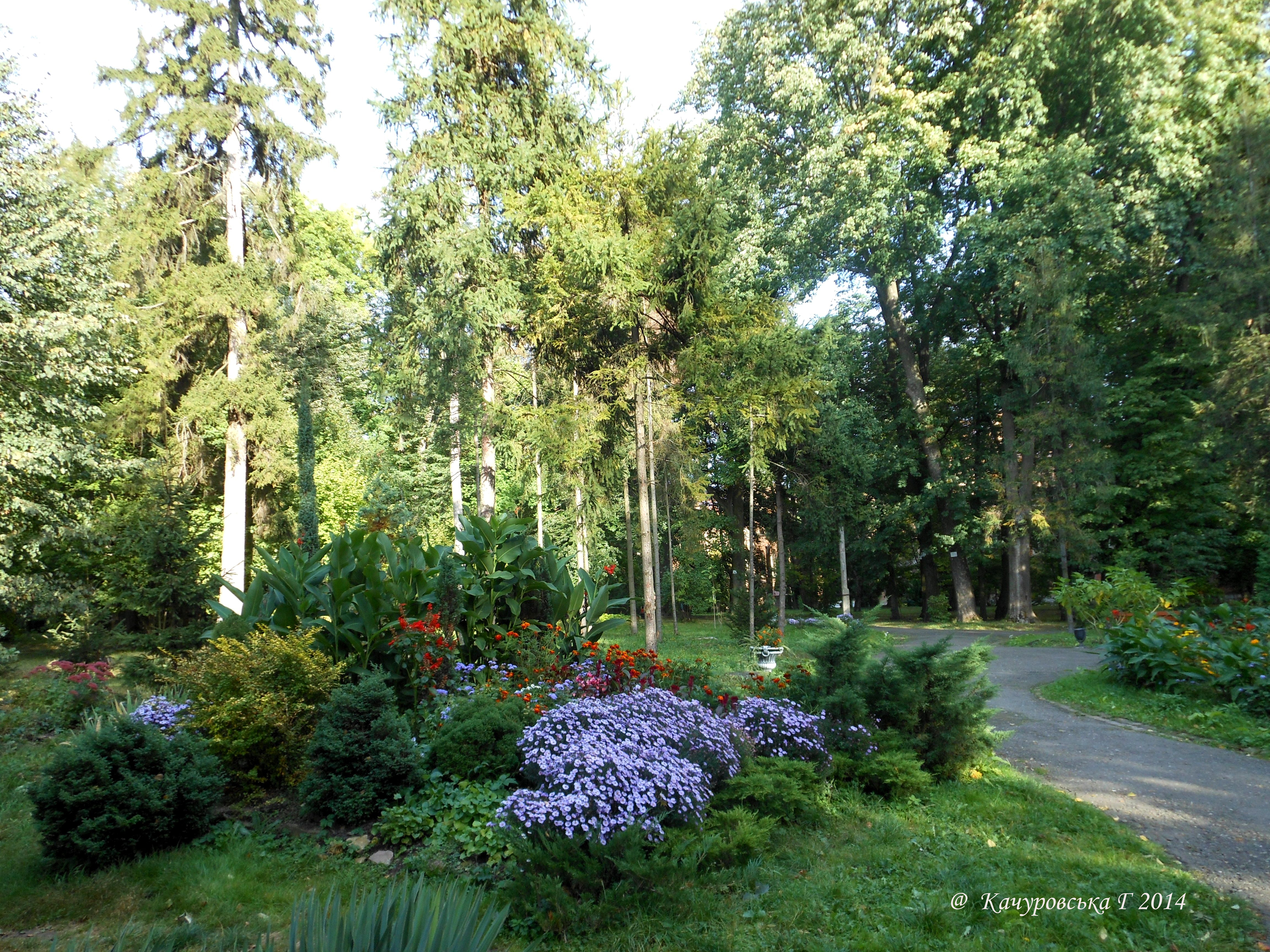
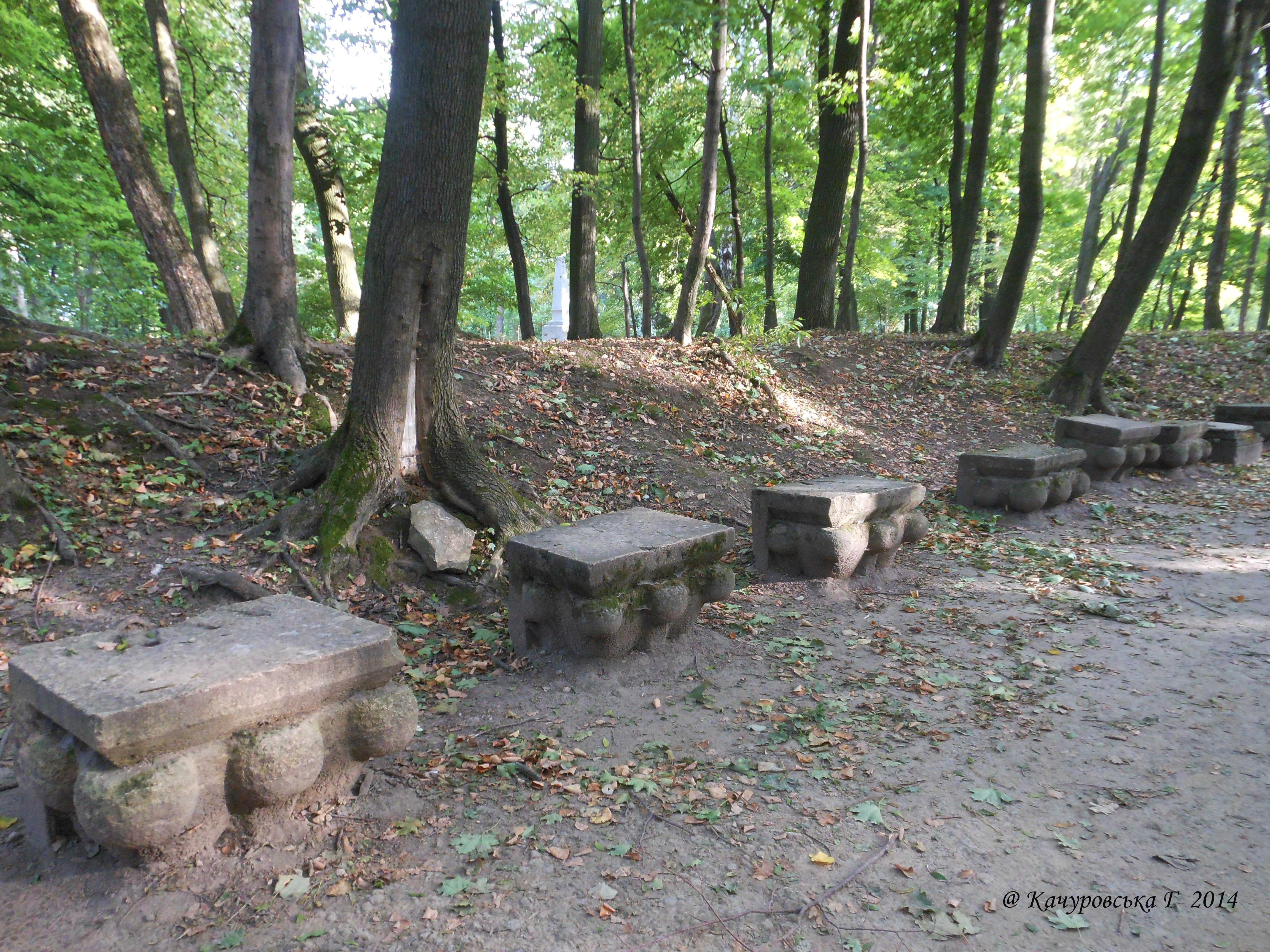